# Chrysaster
Chrysaster is een geslacht van nachtvlinders uit de familie Gracillariidae, de mineermotten.
Het geslacht bestaat uit de volgende soorten:
- Chrysaster hagicola Kumata, 1961
- Chrysaster ostensackenella (Fitch, 1859)